# مؤتمر جميع مسلمي جامو وكشمير
مؤتمر جميع مسلمي جامو وكشمير هو حزب سياسي رئيسي في آزاد كشمير أسسه تشودري غلام عباس، نشأ الحزب كمجموعة منشقة عن مؤتمر جامو وكشمير الوطني.

## التاريخ
في عام 1932 شكل شيخ محمد عبد الله المؤيد للمؤتمر الوطني أول حزب سياسي في كشمير باسم مؤتمر جميع مسلمي جامو وكشمير بالتعاون مع تشودري غلام عباس. بينما أعاد الحزب تسمية نفسها باسم «مؤتمر جامو وكشمير الوطني» في عام 1939 من أجل تمثيل جميع الكشميريين، أصبح حزب علماني يدعم انضمام ولاية جامو وكشمير الأميرية إلى الهند في عام 1947، مما أدى لانفصال فصبل من الحزب بقيادة تشودري غلام عباس في 13 يونيو 1941 ليقوموا بإحياء نفس الحزب القديم «مؤتمر جميع مسلمي جامو وكشمير»، ويدعم الحركة الانفصالية لكشمير، ويؤكد على إسلامية القضية.
في 19 يوليو 1947 تبنى الحزب «قرار الانضمام إلى باكستان» الذي يطالب بانضمام ولاية كشمير إلى باكستان. وقد أدرج هذا في دستور آزاد كشمير لعام 1974.